# زراعت بانک آنکارا
زراعت بانک آنکارا (ترکی استانبولی: T.C. Ziraat Bankası Spor Kulübü) یک باشگاه والیبال در ترکیه است که در سال ۱۹۸۱ تأسیس شده و در آنکارا مستقر است. این باشگاه توسط بانک دولتی زراعت بانک حمایت می‌شود. زراعت بانک در لیگ برتر ترکیه حضور دارد. صابر کاظمی و فرهاد قائمی هم از بازیکنان سابق این تیم است.